# Ian Cox
Ian Gary Cox (ur. 25 marca 1971 w Londynie) – piłkarz reprezentujący Trynidad i Tobago, grający na pozycji obrońcy.

## Kariera klubowa
W 1994 roku Ian Cox trafił z małego zespołu Carshalton Athletic, który nie grał w żadnej lidze, do Crystal Palace za 35.000 funtów. W londyńskim klubie nie grał zbyt wiele i w 1996 roku trafił do zespołu Bournemouth, który nie zapłacił za niego ani funta. Początkowo właśnie w Crystal Palace Cox grał jako pomocnik, dopiero w Bournemouth przekwalifikowano go na obrońcę, gdzie przez pewien czas grał w jednej linii z Rio Ferdinandem. W Bournemouth Cox spędził 4 lata i rozegrał ponad 170 meczów ligowych. W 2000 roku trafił do Burnley, a w latach 2003–2008 był graczem Gillingham. W sezonie 2008/2009 był piłkarzem amatorskiego Maidstone United, w którym zakończył karierę.

## Statystyki ligowe
| Rozgrywki                 | Kraj   | Poziom | Kluby                               | Mecze | Gole |
| ------------------------- | ------ | ------ | ----------------------------------- | ----- | ---- |
| Premier League            | Anglia | I      | Crystal Palace                      | 11    | 0    |
| Division One Championship | Anglia | II     | Crystal Palace, Burnley, Gillingham | 168   | 11   |
| Division Two League One   | Anglia | III    | Bournemouth, Gillingham             | 278   | 21   |

## Kariera reprezentacyjna
Rodzice Coxa pochodzą z Trynidadu i Tobago, ale Ian urodził się w Wielkiej Brytanii na przedmieściach Londynu. Jednak nie miał żadnych szans na grę w reprezentacji Anglii, toteż zdecydował się reprezentować kraj swoich rodziców. W reprezentacji Trynidadu i Tobago Cox debiutował 18 stycznia 2000 roku w przegranym 0:1 meczu z reprezentacją Maroka. Po przegranych kwalifikacjach do MŚ w Korei i Japonii Cox zdecydował, że kończy reprezentacyjną karierę, by skoncentrować się tylko na występach w Burnley FC. Jednak w 2004 roku za namową selekcjonera Leo Beenhakkera wrócił do reprezentacji i pomógł jej w awansie do Mistrzostw Świata w Niemczech, gdzie był rezerwowym obrońcą i nie zagrał ani minuty. A po remisie ze Szwecją (0:0) i porażkach z Anglią (0:2) oraz Paragwajem (0:2) reprezentacja Trynidadu i Tobago wróciła do domu po fazie grupowej.